# Unidos de Vila Isabel (Viamão)
A Sociedade Recreativa Cultural e Carnavalesca Academia de Samba Unidos de Vila Isabel é uma escola de samba da cidade de Viamão, região metropolitana de Porto Alegre.

## História
A Unidos de Vila Isabel foi fundada em 7 de abril de 1979. Até 1982 a entidade participava do desfile em Porto Alegre como uma banda. É a entidade fora da capital que mais vezes participou da categoria especial, embora nunca tenha sido campeã da mesma. Sua melhor colocação ocorreu em 2023, quando ficou em segundo lugar, com a mesma pontuação da campeã, apresentado o enredo: O que Vale Ouro pra você?

## Segmentos

### Presidentes
| Nome                           | Mandato           | Ref.          |
| ------------------------------ | ----------------- | ------------- |
| Marino dos Santos (Tio Marino) | 1979–1984         | [ 7 ]         |
| João Gomes                     | 1985–1986         | [ 7 ]         |
| Marino dos Santos (Tio Marino) | 1987–1988         | [ 7 ]         |
| Rogério Sampaio                | 1989              | [ 7 ]         |
| Fineu Porto Alegre (Zeca)      | 1990              | [ 8 ]         |
| Jorge Melo (Lingüiça)          | 1991–1993         | [ 8 ]         |
| Marino dos Santos (Tio Marino) | 1994              | [ 8 ]         |
| Juarez Gutierrez de Souza      | 1995–2000         | [ 9 ]         |
| Cláudia Gutierrez              | 2001–2002         | [ 7 ]         |
| Juarez Gutierrez de Souza      | 2003–2006         | [ 7 ]         |
| Toninho Sabão                  | 2007              | [ 7 ]         |
| Comissão                       | 2008              | [ 7 ]         |
| Juarez Gutierrez de Souza      | 2009–2012         | [ 7 ]         |
| Cleber Tavares                 | 2013–2017         | [ 10 ] [ 11 ] |
| Jorge Corrêa                   | 2018 – Atualmente | [ 4 ] [ 12 ]  |

### Diretores
| Ano        | Diretor de Carnaval       | Ref.          |
| ---------- | ------------------------- | ------------- |
| 1991-1994  | Adalberto Soares          | [ 9 ]         |
| 1995       | Ismar Silveira            | [ 9 ]         |
| 1996       | Nilson Nejair “Neja”      | [ 9 ]         |
| 1997-1998  | Luiz Carlos Amorim        | [ 9 ]         |
| 1999       | Jean Boesch               | [ 9 ]         |
| 2000       | Juarez Gutierrez de Souza | [ 1 ]         |
| 2014       | Luis Henrique Cardoso     | [ 13 ]        |
| 2015       |                           | [ 14 ]        |
| 2022-Atual | Arilson Trindade          | [ 15 ] [ 12 ] |

| Ano       | Diretor de harmonia                          | Ref.   |
| --------- | -------------------------------------------- | ------ |
| 1991      | Adão França                                  | [ 9 ]  |
| 1993      | Marcelo Garcia “Pastel”                      | [ 9 ]  |
| 1994      | Nilson Nejair “Neja”                         | [ 9 ]  |
| 1995      | Aryzinho Rodrigues                           | [ 9 ]  |
| 1996      | Odacir Silva “Mug” e Carlos Alberto “Cabeto” | [ 9 ]  |
| 1997-1998 | Odacir Silva “Mug”                           | [ 9 ]  |
| 1999      | Sandro Sampa                                 | [ 9 ]  |
| 2000      | Odacir Silva “Mug”                           | [ 1 ]  |
| 2014      | Luis Henrique Cardoso                        | [ 13 ] |
| 2022      | Aryzinho Rodrigues                           | [ 15 ] |

| Ano        | Mestre de bateria         | Ref.   |
| ---------- | ------------------------- | ------ |
| 1990       | Plauto Alcântara          | [ 9 ]  |
| 1991       | Valdir de Souza "Macaco"  | [ 9 ]  |
| 1992       | Marcelo Garcia "Pastel"   | [ 9 ]  |
| 1993       | Antonio Carlos “Sarrinho” | [ 9 ]  |
| 1994–1999  | Marcelo Garcia "Pastel"   | [ 9 ]  |
| 2000       | Mestre Nenê               | [ 16 ] |
| 2001       | Mestre Nem                |        |
| 2002       | Mestre Patê               |        |
| 2014       | Mestre Chiquinho          | [ 13 ] |
| 2015-2016  | Sandro Gravador           | [ 14 ] |
| 2017-2018  | Mestre Estêvão            |        |
| 2019       | Mestre Joubert            | [ 17 ] |
| 2020-2022  | Mestre Robson Kauby       | [ 4 ]  |
| 2023-2024  | Michael Douglas           | [ 12 ] |
| 2025-Atual | Mestre Boneco             | [ 18 ] |

### Casal de Mestre-sala e Porta-bandeira
| Ano        | Nome                                         | Ref.          |
| ---------- | -------------------------------------------- | ------------- |
| 1990       | Cláudio Macedo e Iara Rosa                   | [ 9 ]         |
| 1991       | José Crescêncio "Betinho" e Rosane de Cássia | [ 9 ]         |
| 1992       | José Luiz Vitório e Iara Rosa                | [ 9 ]         |
| 1993       | José Laurenciano "Lalá" e Iara Rosa          | [ 9 ]         |
| 1994       | José Laurenciano "Lalá" e Márcia Bittencourt | [ 9 ]         |
| 1995       | José Laurenciano "Lalá" e Iara Rosa          | [ 9 ]         |
| 1996-1997  | José Laurenciano "Lalá" e Kátia Mendes       | [ 9 ]         |
| 1998       | Luiz Roberto e Iara Silva                    | [ 9 ]         |
| 1999       | Luiz Augusto "Guto" e Kátia Mendes           | [ 9 ]         |
| 2000       | Luiz Augusto "Guto" e Flávia Carvalho        | [ 19 ]        |
| 2001       | Caio e Flávia Carvalho                       |               |
| 2007-2009  | Tiago Nascimento e Fernanda Costa            | [ 20 ]        |
| 2010       | João Boff e Rosicler Padilha                 | [ 21 ]        |
| 2011       | Alexandre e Gisele                           |               |
| 2012       | João Boff e Cintia                           | [ 22 ]        |
| 2013       | Willian e Andreísa                           | [ 10 ]        |
| 2014       | Willian e Kelly                              | [ 13 ]        |
| 2015-2016  | Adriano Silveira e Natiely Silveira          | [ 14 ]        |
| 2019       | Andrei e Juliana                             | [ 17 ]        |
| 2020       | Willian Alves e Simone Ribeiro               | [ 23 ]        |
| 2022       | Sidclei Santos e Simone Ribeiro              | [ 15 ]        |
| 2023       | Gustavo Tiriri e Simone Ribeiro              | [ 12 ]        |
| 2024-Atual | Diogo Jesus e Bruna Santos                   | [ 24 ] [ 18 ] |

## Carnavais
| Ano                                               | Colocação   | Grupo                | Enredo                                                                                         | Carnavalesco                       | Intérprete          | Ref.                                      |
| ------------------------------------------------- | ----------- | -------------------- | ---------------------------------------------------------------------------------------------- | ---------------------------------- | ------------------- | ----------------------------------------- |
| 1983                                              | 4.º lugar   | Cordões de Sociedade | As lindas festas do Rio Grande – Festa da Uva.                                                 |                                    | Marisa dos Santos   | [ 25 ] [ 26 ]                             |
| 1984                                              | Vice-campeã | Cordões de Sociedade | A chegada da Família Real.                                                                     |                                    |                     |                                           |
| 1985                                              | Campeã      | Cordões de Sociedade | Se a Família Real chegasse ao Brasil – 177 anos depois                                         |                                    | Porto Alex e Zé Ivo | [ 25 ]                                    |
| 1986                                              | Campeã      | Cordões de Sociedade | Jamais pensei que fosse assim agora eu sei.                                                    |                                    |                     |                                           |
| 1987                                              | Campeã      | Cordões de Sociedade | Quem viu, viu, Quem não viu jamais verá!                                                       |                                    |                     |                                           |
| 1988                                              | Vice-campeã | II                   | Eu acreditei, eu mereço!!                                                                      |                                    |                     |                                           |
| 1989                                              | Vice-campeã | II                   | Brasil criança, de Cinderela a He-Man.                                                         |                                    | Zé Ivo              | [ 25 ]                                    |
| 1990                                              | 8.º lugar   | 1A                   | Machado de Assis                                                                               | Djalma do Alegrete                 | Candanda            | [ 27 ] [ 28 ]                             |
| 1991                                              | 5.º lugar   | 1B                   | A utilidade do dedo.                                                                           | Leandro Conceição                  | Paulinho Durão      | [ 27 ] [ 25 ]                             |
| 1992                                              | 3.º lugar   | 1B                   | De quem são estes ventos?                                                                      | Sérgio Pinto                       |                     | [ 27 ]                                    |
| 1993                                              | 9.º lugar   | 1B                   | Bocage, o poeta popular – Viva a sacanagem no Planalto Central.                                | Sérgio Pinto                       |                     | [ 27 ]                                    |
| 1994                                              | 7.º lugar   | II                   | Das mágoas da Vila aos bares da vida.                                                          | Sérgio Pinto                       | Aryzinho            | [ 27 ]                                    |
| 1995                                              | 4.º lugar   | II                   | Do esplendor de um sonho, o brilho negro da estrela da liberdade.                              | Dirson Catani                      | Aryzinho            | [ 27 ]                                    |
| 1996                                              | 4.º lugar   | Intermediário B      | A criação da África negra no pampa gaúcho.                                                     | Fabiano de Almeida e Dirson Catani | Aryzinho            | [ 27 ]                                    |
| 1997                                              | Campeã      | Intermediário B      | Sou louco por ti, amor. (Os cavalheiros dos amores incessantes.)                               | Sérgio Pinto                       | Aryzinho            | [ 27 ] [ 29 ]                             |
| 1998                                              | Campeã      | Intermediário A      | O Portal do Universo é a Vila Isabel.                                                          | Sérgio Pinto                       | Aryzinho            | [ 27 ] [ 30 ]                             |
| 1999                                              | 6.º lugar   | Especial             | De Verissimo a Verissimo e suas obras.                                                         | Juarez Gutierres                   | Aryzinho            | [ 27 ] [ 31 ]                             |
| 2000                                              | 4.º lugar   | Especial             | São Lourenço – O despertar da arte Guarani.                                                    | Alvino Machado                     | Aryzinho            | [ 1 ] [ 16 ]                              |
| 2001                                              | 5.º lugar   | Especial             | Gramado: Cultura e turismo – Suíça Brasileira.                                                 | Juarez Gutierres                   | Aryzinho            | [ 32 ] [ 33 ]                             |
| 2002                                              | Vice-campeã | Especial             | Tarô – Viagem mística da Vila Isabel.                                                          | Jonessy Nunes                      | Aryzinho            | [ 34 ] [ 35 ]                             |
| 2003                                              | 7.º lugar   | Especial             | A Vila Isabel canta e samba Maria da Boca do Monte.                                            | Jonessy Nunes                      | Aryzinho            | [ 36 ] [ 37 ]                             |
| 2004                                              | 6.º lugar   | A                    | Fênix e o Templo do Sol.                                                                       | Jonessy Nunes                      | Aryzinho            | [ 38 ] [ 39 ]                             |
| 2005                                              | Vice-campeã | A                    | É Samba, é festa, é comemoração: São 25 Anos de paixão.                                        | Comissão de Carnaval               | Aryzinho            | [ 40 ]                                    |
| 2006                                              | Campeã      | A                    | A máscara e a serpente – Uma lenda da tribo Tucunas.                                           |                                    | Aryzinho            | [ 41 ] [ 42 ]                             |
| 2007                                              | 5.º lugar   | Especial             | De um sonho de liberdade, surge um grito pela igualdade, A Vila Isabel diz não a discriminação | Comissão de Carnaval               | Aryzinho            | [ 43 ] [ 44 ]                             |
| 2008                                              | 7.º lugar   | Especial             | Mi Buenos Aires querida. A Vila é portenha na avenida.                                         | Comissão de Carnaval               | Aryzinho            | [ 45 ] [ 46 ]                             |
| 2009                                              | 7.º lugar   | Especial             | Os Diamantes de Madagáscar                                                                     | Jonessy Nunes                      | Aryzinho            | [ 47 ] [ 48 ] [ 49 ]                      |
| 2010                                              | 7.º lugar   | Especial             | Mato Grosso do Sul... Caminhos e Emoções de um Paraíso Brasileiro                              | Jonessy Nunes                      | Aryzinho            | [ 50 ] [ 51 ] [ 52 ]                      |
| 2011                                              | 6.º lugar   | Especial             | O Pólo é a química perfeita da Vila Isabel                                                     | Sandro Rauly                       | Aryzinho            | [ 53 ] [ 54 ] [ 55 ] [ 56 ]               |
| 2012                                              | 5.º lugar   | Especial             | "Ibia Mon" – minha história, minha raiz.                                                       | Sandro Rauly                       | Aryzinho            | [ 22 ] [ 57 ] [ 58 ] [ 59 ] [ 22 ] [ 60 ] |
| 2013                                              | 9.º lugar   | Especial             | O Sentimento Não Termina                                                                       | Sandro Rauly                       | Alexandre Belo      | [ 10 ] [ 61 ] [ 62 ]                      |
| 2014                                              | 8.º lugar   | Especial             | A História das Roupas na Passarela da Alegria                                                  | Sandro Rauly                       | Márcio Medina       | [ 63 ] [ 64 ] [ 13 ] [ 65 ]               |
| 2015                                              | 7.º lugar   | Especial             | De São Sebastião... Cidade Maravilhosa: Rio, 450 Anos de História!                             | Sandro Rauly                       | Anderson Luis       | [ 66 ] [ 14 ] [ 67 ]                      |
| 2016                                              | 10.º lugar  | Especial             | Brava Gente Brasileira: As Mãos que Alimentam a Nação Brasileira!                              | Comissão de Carnaval               | Anderson Luis       | [ 3 ] [ 68 ]                              |
| As escolas da Série Prata não desfilaram em 2017. |             |                      |                                                                                                |                                    |                     |                                           |
| Desfile cancelado em 2018.                        |             |                      |                                                                                                |                                    |                     |                                           |
| 2019                                              | Vice-campeã | Série Prata          | No Caminho do Brilho das Estrelas                                                              | Sandro Rauly                       | Leandro Bittencourt | [ 17 ] [ 72 ]                             |
| 2020                                              | 3.º lugar   | Série Prata          | Yabás! As Glórias da Vila                                                                      |                                    | Leandro Bittencourt | [ 73 ] [ 4 ] [ 74 ]                       |
| Desfile cancelado em 2021.                        |             |                      |                                                                                                |                                    |                     |                                           |
| 2022                                              | Vice-campeã | Série Prata          | Miraguaí! Povo Alegre Em Um Porto Alegre!                                                      | Sandro Rauly                       | Leandro Bittencourt | [ 15 ] [ 76 ]                             |
| 2023                                              | Vice-campeã | Série Ouro           | O Que Vale Ouro ?                                                                              | Comissão de Carnaval               | Leandro Bittencourt | [ 12 ] [ 77 ]                             |
| 2024                                              | 4.º lugar   | Série Ouro           | Neguinho do Mundo, Flor que a Vila Beija                                                       | Pacini Braul                       | Leandro Bittencourt | [ 24 ] [ 78 ]                             |
| 2025                                              | 3.º lugar   | Série Ouro           | Libertação                                                                                     | Pacini Braul                       | Leandro Bittencourt | [ 18 ] [ 79 ]                             |
| 2026                                              |             | Série Ouro           | Ninguém Pode Roubar Nossos Sonhos                                                              | Pacini Braul                       | Leandro Bittencourt | [ 80 ]                                    |

## Títulos
| Títulos da Unidos de Vila Isabel | Títulos da Unidos de Vila Isabel     | Títulos da Unidos de Vila Isabel | Títulos da Unidos de Vila Isabel |
| -------------------------------- | ------------------------------------ | -------------------------------- | -------------------------------- |
| Grupo                            | Grupo                                | Títulos                          | Anos                             |
|                                  | Intermediário A (Atual Série Prata)  | 2                                | 1998, 2006                       |
|                                  | Intermediário B (Atual Série Bronze) | 1                                | 1997                             |
|                                  | Cordões de Sociedade                 | 3                                | 1985, 1986, 1987                 |

## Prêmios
Estandarte de Ouro
- 2008: Melhor interprete – Arizinho[81]
- 2012: Melhor interprete – Arizinho[82]
- 2014: Passista masculino e passista feminino.[83]
- 2016: Passista feminino.[84]